# Сафиуллин, Мидхат Назифуллович
Мидхат Назифуллович Сафиуллин (24 ноября 1927, Бирск, Башкирская АССР — 28 октября 1987, Тюмень) — советский хозяйственный, государственный и политический деятель.

## Биография
Родился в 1927 году в Бирске. Член КПСС.
В 1951 году окончил Уфимский нефтяной институт по специальности «Горный инженер по бурению нефтяных и газовых скважин».
Трудовую деятельность начал ещё до института, затем продолжил её в конторе бурения №1 треста «Туймазабурнефть» объединения «Башнефть». С 1952 года — на хозяйственной, общественной и политической работе. В 1952—1987 гг. — бурильщик, начальник отдела, главный инженер бурового подразделения, советский специалист в Республике Куба, управляющий трестом «Тюменьнефтегазразведка», заместитель начальника Главтюменьнефтегаза, заместитель директора СибНИИНП по научной работе.
За разработку и внедрение комплекса технико-технологических и организационных решений, обеспечивших в сложных природно-климатических условиях высокие темпы разбуривания нефтяных месторождений Западной Сибири и ускоренное создание нового нефтедобывающего района был в составе коллектива удостоен Государственной премии СССР в области техники 1972 года.
За создание и промышленное внедрение буровой установки БУ 3000 ЭУК для строительства кустов скважин, обеспечившей высокие темпы роста объёмов буровых работ и наращивание добычи нефти в Западной Сибири был в составе коллектива удостоен Государственной премии СССР в области техники 1983 года.
Умер в Тюмени в 1987 году.